# Kate Edwards
Kate Edwards (c. 1965) es una geógrafa, escritora y estratega de culturalización de contenidos estadounidense, más activa en la cartografía basada en información y contenido de videojuegos. Fue incluida en la lista Forbes 50 over 50:Vision.

## Trayectoria
Edwards se licenció en geografía y se certificó  en cartografía en la Universidad Estatal de California, Long Beach. Recibió una maestría y un doctorado en geografía en la Universidad de Washington.
Edwards fue la estratega geopolítico de Microsoft entre 1992 y 2005. Colaboró con la tecnología de Tierra virtual de Microsoft y el proyecto Atlas Mundial Encarta. En 1998 propuso y fundó un nuevo equipo llamado Estrategia Geopolítica. Como estratega geopolítica sénior de Microsoft, Edwards fue la responsable de la evaluación de riesgos del contenido geopolítico y cultural en todos los productos y lugares. En Microsoft Studios, Edwards implementó un proceso de revisión de calidad geopolítica que se utilizó para evaluar los títulos de PC y Xbox.
En marzo del 2005, dejó Microsoft para lanzar Englobe (ahora Geofry), una firma de cosnultoria especializado en el contenido de culturización y estrategianen juego de video, cartogrfía y en sensilbiidades culturales en el contenido digitall., En Englobe, Edwards participó en la creación de juegos tales como Dragon Age II y Star Wars: The Old Republic.
Fue directora ejecutiva de la Asociación Internacional de Desarrolladores de Juegos desde diciembre de 2012 hasta junio de 2017. Edwards pasó más de una década trabajando en diversos roles en Microsoft, creando el equipo de Estrategia Geopolítica y trabajando para evaluar y gestionar el contenido geopolítico y cultural en productos de software. Después de dejar Microsoft, fundó Englobe (ahora Geogrify una empresa de consultoría dedicada a la culturalización y estrategia de contenidos, principalmente para la industria de los videojuegos.Edwards fue la fundadora y  la presidenta  del Grupo de Interés Especial (SIG) de Localización de Juegos de la Asociación Internacional de Desarrolladores de Juegos (IGDA), y se desempeñó como miembro de la junta directiva del capítulo de Seattle de la IGDA. En diciembre de 2012, fue nombrada directora ejecutiva de la Asociación Internacional de Desarrolladores de Juegos después de que Gordon Bellamy dejara el puesto. Edwards dejó IDGA en 2017. Edwards ideó la lista 50 Over 50 para destacar a los desarrolladores de juegos que tenían más de 50 años y "como respuesta a la realidad de que el edadismo es un problema generalizado en la industria de los juegos y en el sector tecnológico en general". La lista anual se publicó por primera vez en 2018.

## Reconocimientos
Edwards recibió el premio MVP 2011 de la IGDA por sus contribuciones a la organización y a la industria del juego. Fue incluida en la lista de "Las 10 mujeres más poderosas del mundo de los videojuegos" de Fortune en 2013, y en 2014 fue nombrada como una de las seis "Personas del año" de la industria de los videojuegos. Edwards recibió el premio Ambassador en los 20th Game Developers Choice Awards en marzo de 2020 por su trabajo anterior en la IGDA y su trabajo actual en el Global Game Jam.
En 2021, fue incluida en la lista Forbes que reconoce a las mujeres mayores de 50 años que más han impactado a la sociedad durante el año.